# بخش پیچی ماهویدا
بخش پیچی ماهویدا (به اسپانیایی: Departamento Pichi Mahuida) یک منطقهٔ مسکونی در آرژانتین است که در استان ریو نگرو، آرژانتین واقع شده‌است. بخش پیچی ماهویدا ۱۵٬۳۷۸ کیلومتر مربع مساحت و ۱۴٬۱۰۷ نفر جمعیت دارد.